# 叢林奇航 (電影)
是一部於2021年上映的美國奇幻冒險片，由贊美·哥勒-施拉執導，巨石強森和愛蜜莉·布朗主演。電影改編自迪士尼主題樂園的同名遊樂設施。
電影原定於2020年7月24日由華特迪士尼影業發行，但在迪士尼因2019冠状病毒病疫情而在2020年4月3日調整上映日，该片推迟至2021年7月30日上映，原档期则让给原定于2020年3月27日上映的《花木兰》。2021年5月13日，迪士尼宣佈電影改為由串流媒體平台Disney+通過Disney+首映許可證的形式與戲院同期上線。上映時間則保持不變。

## 演員
- 巨石強森飾演法蘭西斯科·羅培兹·德·哈里達亞（Francisco Lopez de Heredia），化名法蘭克·胡佛（Frank Wolff），亞馬遜河流域的觀光船船長，實為四百年前阿基爾遠征隊的製圖師，亦是與阿基爾一同長大的摰友，因被普密族人詛咒而永遠不能離開亞馬遜河，在該地生活了三百多年。故事中在機緣巧合下被莉莉找上並一同冒險尋找神樹，並在旅程中發展出感情
- 愛蜜莉·布朗飾演莉莉·霍頓博士（Dr. Lily Houghton），植物學家，希望能找到擁有神奇藥效的月亮之淚造福人群，但礙於其女性身份而不獲考古界支持，因此只好親自到亞馬遜冒險尋找神樹
- 傑克·懷特豪爾飾演麥格雷·霍頓（MacGregor Houghton），莉莉的弟弟，典型的英國紳士，嬌生慣養且不愛冒險，但由於其同性戀者身份使他飽受歧視，只有其姊對他不離不棄，為了報恩而與姊姊一同前往亞馬遜冒險
- 艾格·拉米瑞茲飾演洛普·特·阿基爾，十六世紀的巴斯克西班牙裔探險家，與法蘭克為一同長大的摰友，為了醫治女兒安娜而到亞馬遜尋找月亮之淚，過程中法蘭為了保護無辜的普密族人而令他錯失搶奪箭頭的機會，他亦被詛咒永遠不能離開亞馬遜河
- 傑西·普萊蒙飾演約阿希姆·弗朗茨·赫伯特，德意志帝國王子，威廉二世的么子，對植物學略有研究，為了讓德國勝出世界大戰而到處尋找有神奇藥效的月亮之淚
- 丹尼·羅維拉（英语：Dani Rovira）飾演桑契·卡波爾（Sancho Kapoor），四百年前遠征隊的倖存成員，阿基爾的副手，因受到森林詛咒而導致身體與蜂巢融為一體，並因此對叛徒法蘭恨之入骨
- 奎姆·古鐵雷茲（英语：Quim Gutiérrez）飾演米寇爾（Melchor），四百年前遠征隊的倖存成員，阿基爾的得力手下，因受到森林詛咒而導致兩臂與火槍和鋼斧融為一體，並因此對叛徒法蘭恨之入骨
- 丹·達甘·卡特（英语：Dan Dargan Carter）飾演貢沙魯（Gonzalo），四百年前遠征隊的倖存成員，阿基爾的得力手下，因受到森林詛咒而導致身體與樹木融為一體，並因此對叛徒法蘭恨之入骨
- 保羅·吉馬蒂飾演尼洛·內莫拉托（Nilo Nemolato），亞馬遜河流域船業大亨，法蘭的債主
- 維若妮卡·福爾肯（英语：Veronica Falcón）飾演商人珊（Trader Sam），普密族的族長，法蘭的老相識，協助法蘭一行人尋找月亮之淚

此外，菲利普·馬克西米利安和斯蒂芬·鄧利維分別飾演阿蘇（Axel）和米杜普（Middleport），兩名德意志帝國軍士，約阿希姆王子的副官；佩德羅·羅佩兹和蘇林·凱特朗分別飾演十六世紀的普密族族長和族長的女兒；拉斐爾·亞歷杭德羅飾演扎克（Zaqueu），與法蘭克合作欺騙遊客的男孩；安迪·尼曼飾演詹姆斯·霍布斯-坎寧安爵士（Sir James Hobbs-Coddington），英國皇家學會會長；西蒙娜·洛克哈特飾演安娜（Anna），阿桂爾身患重病的女兒。特技演員本·詹金則以動作捕捉形式出演法蘭的寵物豹普洛西瑪（Proxima）。

## 製作

### 發展
2006年9月，宣佈《叢林奇航》將由曼德維爾影業開發，阿爾弗雷德·高福和麥爾斯·米勒編寫劇本，改編自迪士尼主題樂園的同名遊樂設施，除了確認電影設定在二十世紀外，其他的細節尚未公佈。
2011年2月，宣佈《玩具總動員》湯姆·漢克斯和提姆·艾倫將出演這部醞釀已久的電影，並由羅傑·S·H·舒爾曼編劇。
2015年8月9日，據宣佈華特迪士尼影業正在重新開發基於叢林奇航的改編電影，並由巨石強森主演。該劇本將由約翰·雷戈雅和葛倫·費卡拉撰寫，約翰·戴維斯和約翰·福克斯製片。2017年4月，強森表示有興趣讓派蒂·珍金斯接手該項目。2017年7月，宣佈贊美·哥勒-施拉因檔期問題退出競選《自殺突擊隊2》導演一職，並將執導《叢林奇航》。2018年1月，愛蜜莉·布朗加盟劇組。同月，據報導麥可·葛林重寫劇本。2018年3月，傑克·懷特豪爾加入劇組，飾演布朗角色的弟弟。2018年4月，艾格·拉米瑞茲和傑西·普萊蒙加盟劇組，飾演「具有征服者背景的人」的反派角色。2018年5月，保羅·吉馬蒂加盟劇組。2018年6月，奎姆·古鐵雷茲加盟劇組，飾演其中一個反派。

### 拍攝
主體攝影在2018年5月14日於夏威夷州進行，並於同年9月14日結束。

## 發行
《叢林奇航》原定於2019年10月11日上映。2019年10月19日，電影延至2020年7月24日上映，並由華特迪士尼影業發行。2020年4月3日，迪士尼在因2019冠状病毒病疫情而在2020年4月3日做出的上映时间调整中，该片推迟至2021年7月30日上映，原档期则让给原定于2020年3月27日上映的《花木兰》。
2021年5月13日，迪士尼宣布本片调整为由串流媒體平台Disney+通過Disney+首映許可證的形式與戲院同期上線，而上映時間則不變。

### 評價
爛番茄根據347條評論，持有63%的新鮮度，平均得分6／10，觀眾投票獲得92%的分數，平均得分為4.5／5。在Metacritic上，電影獲得50分。

### 票房
| 上一届： 《波士BB 2細祖》 | 2021年香港一週票房冠軍 第30週 | 下一届： 《自殺特攻》         |
| 上一届： 《詭老》         | 2021年美國週末票房冠軍 第31週 | 下一届： 《自殺突擊隊：集結》 |
| 上一届： 《黑寡婦》       | 2021年台北週末票房冠軍 第31週 | 下一届： 《自殺突擊隊：集結》 |